# Понте Буријано-Чинчели (Арецо)
Понте Буријано-Чинчели је насеље у Италији у округу Арецо, региону Тоскана.
Према процени из 2011. у насељу је живело 344 становника. Насеље се налази на надморској висини од 206 м.